# Gary Go
 (mars 2011).
Si vous disposez d'ouvrages ou d'articles de référence ou si vous connaissez des sites web de qualité traitant du thème abordé ici, merci de compléter l'article en donnant les références utiles à sa vérifiabilité et en les liant à la section « Notes et références ».
Gary Baker, plus connu sous son nom de scène Gary Go ou GARYGO, est un auteur-compositeur-interprète et artiste-multimédia anglais né en 1985.
Il a gagné plusieurs récompenses, dont celle du meilleur court-métrage pour Now Was Once The Future.

## Biographie
Il commence à jouer de la musique et à composer à l'âge de 5 ans, grâce à son cousin qui, travaillant dans un studio d'enregistrement, l'a familiarisé avec ce milieu. Il a été découvert en 2006, grâce à son EP So So... EP et a été repéré par un producteur originaire du New Jersey lors d'un de ses concerts londoniens. Il s'envole alors pour les États-Unis où il compose et enregistre son second EP, The Diary of Rodney Harvey, inspiré par l'acteur du même nom, ainsi que certaines chansons qui figureront sur son premier album, Gary Go qui paraitra en 2009.
Il a véritablement percé aux yeux du grand public cette même année. Défini comme un musicien à l'image « geek-chic », Gary Go se fait remarquer grâce à son single Wonderful, sorti en février 2009, qui s'est classé 25e au Top 50 UK. Dans le même temps, il enchaine les premières parties, notamment aux côtés de The Script, Mika, Lady Gaga, Take That et Snow Patrol, ce qui lui permet de parcourir l'Europe, les États-Unis et l'Australie, et ainsi d'étendre son public.
En 2011, il collabore avec Benny Benassi, célèbre DJ italien et compose Cinema, Control et Close To Me pour l'album Electroman. Le DJ américain Skrillex remixera Cinema et gagnera un Grammy Award la même année pour sa version dubstep du morceau.
Son deuxième album solo, Now Was Once The Future est sorti en 2012. Il a par la suite été illustré par un court-métrage du même nom, écrit, réalisé et édité par Gary Go. Ce film assez intime dévoile la dernière matinée d'un couple en pleine séparation et de la re-découverte de soi qui la suit.
En 2014, il collabore à nouveau avec Benny Benassi pour la chanson Let This Last Forever. Fin 2014 il dévoile Crying Sound, une chanson qu'il décrit comme la pièce d'un nouveau puzzle, et dans laquelle il demande aux fans de lui téléphoner pour lui expliquer ce qui les calme lorsqu'ils vont mal et pleurent.
Actuellement en studio, son prochain album devrait sortir en 2015.

## Innovations

### Twitter et iPhone
Gary Go a été remarqué par les médias du monde entier pour son utilisation peu commune des nouvelles technologies et réseaux sociaux. En 2009, il a en effet composé avec ses fans les paroles de The Heart Ballon sur Twitter, à la suite d'une photo qu'il avait postée montrant un ballon en forme de cœur piégé dans un arbre. Il a par la suite interprété cette chanson sur scène avec son iPhone. Cette chanson a été proposée au téléchargement dans un but caritatif puisque tous les bénéfices ont été reversés à la British Heart Foundation.
Gary Go a également fait quelques performances dans les Apple Stores de Londres et New York, où il a interprété des chansons avec un iPhone, et a expliqué comment il l'utilisait comme un outil de composition à part entière.

### "My first Twook"
En décembre 2011, Gary Go publie "My First Twook" (contraction de "Twitter" et "Book"), un livre illustrant quelques-uns de ses tweets. Les illustrations ont été réalisées par Flo Chaplin, illustratrice italienne et fan de Gary Go.
Le livre contient ainsi une centaine de tweets provenant de son Twitter officiel. Il définit sa démarche en ces mots : "Ce sont des pensées, observations, songeries. Je voulais amener certains tweets dans le monde réel. Pourquoi pas ? Et si Internet venait à disparaitre!"
Avant sa sortie, quelques exemplaires en édition limitée ont été distribués aux artistes présents à la cérémonie des MTV Europe Music Awards en 2011.

## The Canvas Room
The Canvas Room est un label musical, fondé par Gary Go. Il s'auto-produit et a également signé Luke Pickett (auteur-compositeur-interprète londonien, qui a notamment fait les chœurs et les guitares additionnelles sur Wonderful).

## Discographie

### EPs
So So... EP (2006)
- "I Need Your Time"
- "So So"
- "The Good Ones Always Go"
- "Speak"

The Diary Of Rodney Harvey (2007)
- "Give Me A Reason"
- 'The Diary Of Rodney Harvey"
- "So Much For Life"

### Albums
Gary Go (2009)
- "Open Arms"
- "So So"
- "Engines
- "Wonderful"
- "Life Gets In A Way"
- "Brooklyn"
- "Refuse To Lose"
- "Honest"
- "Heart And Soul"
- "Speak"
- "Black And White Days"

Now Was Once The Future (2012)
- "Cinema" (version acoustique et plus personnelle de sa collaboration avec Benny Benassi)
- "Our Love Is On The Line"
- "A Lie At A Time"
- "I Want My Heart Broken Again"
- "Heavy"
- "Superfuture"
- "Confetti Death"

### Singles
- "Wonderful" (2009) (b side; Give Me A Reason)
- "Open Arms" (2009) (b side; Take Back Words)
- "Engines" (2009) (Digital Only Release)
- "The Heart Ballon" (2009) (jamais endisquée)
- "Cinema" (2011) - Collaboration avec Benny Benassi
- "Control" (2011) - Collaboration avec Benny Benassi
- "Close To Me" (2011) - Collaboration avec Benny Benassi
- "Magic" (2011) - Collaboration avec The Knocks
- "Through The Walls" (2013) (Digital Only Release)
- "Let This Last Forever" (2014) - Collaboration avec Benny Benassi
- "Crying Sound" (2014) (Disponible uniquement sur Youtube pour le moment)

### Autres travaux
- "Last Stand" (composée par Monsieur Adi et Gary Go, figurant sur l'EP "Fire Fire Fire" de Monsieur Adi paru en 2012)
- "City Song" (Composée par Gabin et figurant sur son troisième album, Third And Double, 2010)
- "Toward The Sun" (2015) - Participation à la composition, titre interprété par Rihanna et figurant sur la bande originale du film d'animation "En Route" ("Home") des studios Dreamworks Animation.